# Каллиник (Хараламбакис)
Митрополи́т Каллиник (греч. Μητροπολίτης Καλλίνικος, в миру Хара́ламбос Хараламба́кис, греч. Χαράλαμπος Χαραλαμπάκης; 23 марта 1893, Константинополь — 23 октября 1978, Салоники) — епископ Константинопольской православной церкви; митрополит Верийский и Наусский (1958—1968).

## Биография
22 октября 1917 года во время обучения в Халканской богословской школе был хиротонисан во диакона митрополитом Селевскийским Германом (Стринопулосом).
В 1918 году окончил Халканскую богословскую школу, по окончании которой с 1918 по 1921 годы был учителем и преподавателем и архидиаконом в Никомидийской митрополии.
С 1921 по 1926 годы обучался в Лейпцигском университете и в Университете имени Христиана Альбрехта в Киле. С 1926 по 1932 году работал учителем греческого языка и литературы в Университете Гамбурга..
В 1929 году получил патриаршее направление выполнять представительские функции в Москве.
В 1932 году вернулся на родину, где был назначен священнопроповедником Фессалоникийской митрополии.
9 декабря 1936 году митрополит Фессалоникский Геннадий (Алексиадис) возглавил его рукоположение в сан епископа Олимпийского, викария Фессалонийской митрополии.
5 декабря 1945 года был избран митрополитом Кассандрийским.
С 11 марта 1958 года — митрополит Верийский и Наусский.
В 1968 году в соответствии с законом ΛΣΤ΄/1968 ввиду преклонного возраста вышел на покой.
Скончался 23 октября 1978 года в Салониках. Похоронен в монастыре Влатадон.